# Aramides albiventris
Il rallo nucarossiccia o rallo ventrebianco (Aramides albiventris Lawrence, 1868) è un uccello della famiglia dei Rallidi, diffuso in America centrale.

## Galleria d'immagini

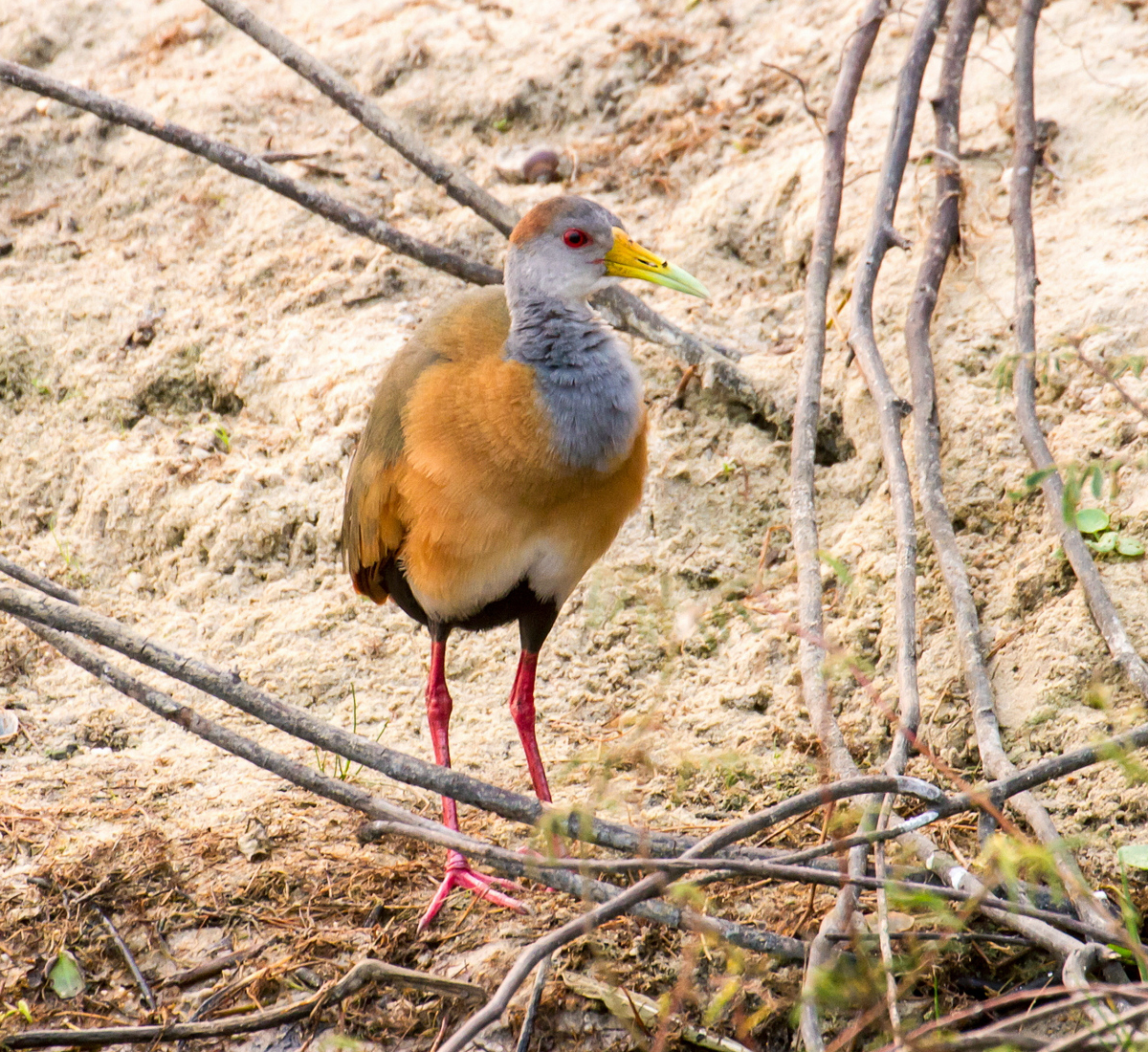
Esemplare fotografato presso il Crooked Tree Wildlife Sanctuary, in Belize
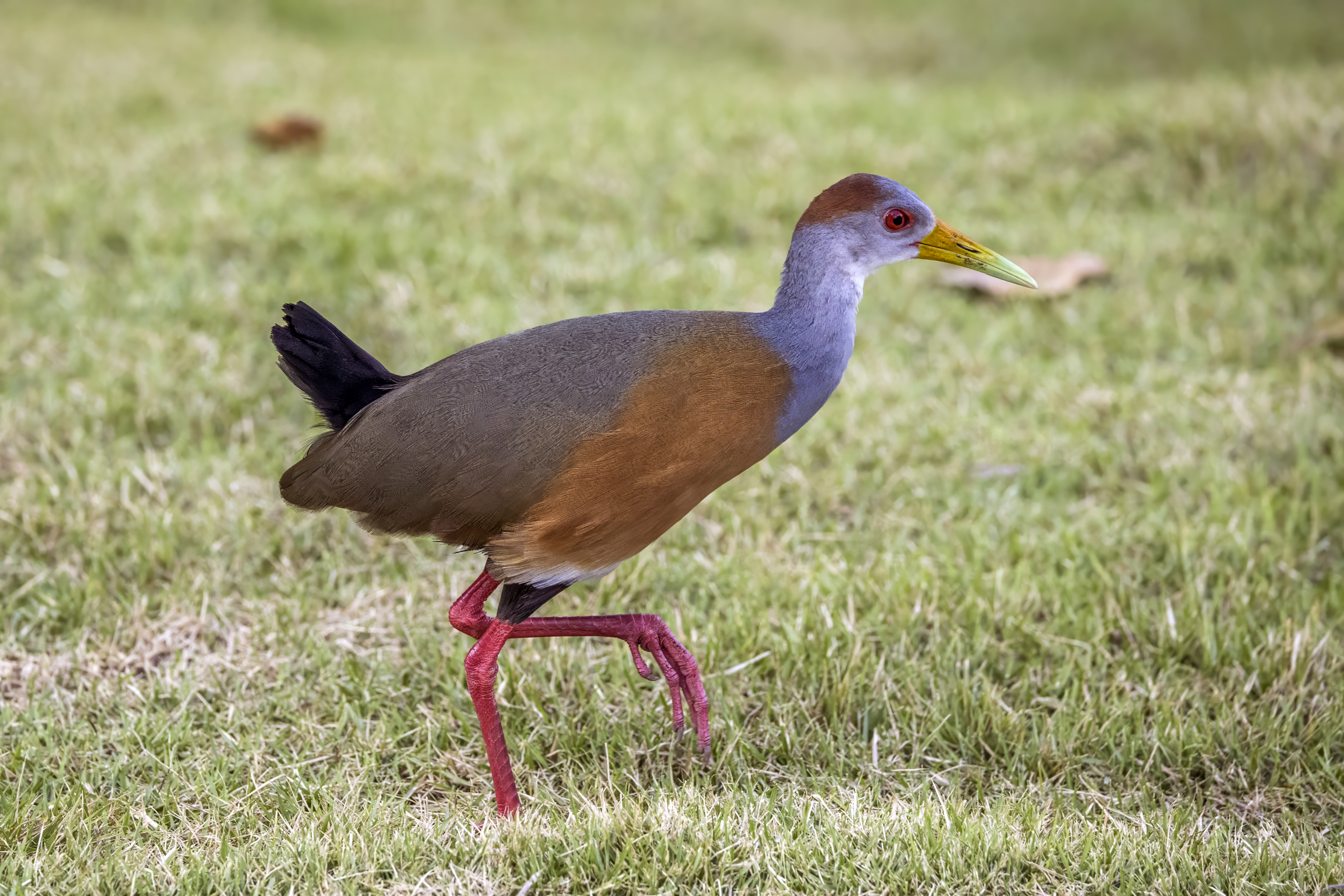
Rallo nucarossiccia